# Tunica (botanica)
Il termine tunica in botanica indica una sottile membrana, o strato di fibre, di consistenza papiracea, talvolta di colorazione bruno-rossiccio, ma il più delle volte biancastro o incolore, avente funzione protettiva ed isolante, che riveste alcuni organi vegetali.
È un tessuto tegumentale primario esterno, derivante dal meristema primario del fusto, che riveste la parte aerea del corpo primario della pianta, ed è solitamente monostratificata. Inoltre, la tunica, è caratterizzata dall'assenza di cloroplasti e dalla presenza di annessi come gli stomi e i peli. Oltre ad avere una funzione protettiva e isolante generale, la tunica evita perdite d'acqua, protegge da fattori abiotici come i raggi UV, e fattori biotici, come ad esempio l'ingresso di patogeni batterici e fungini. Le tuniche, sono assai evidenti nei bulbi, o bulbo tuberi, di alcune specie vegetali, in particolar modo del genere Allium e Romulea. Nel comune aglio da cucina, è la membrana sottile che riveste lo spicchio, che eliminato permette l'utilizzo del bulbo (comunemente noto come testa), come aromatizzante vario.